# Josy-Barthel-Stadion

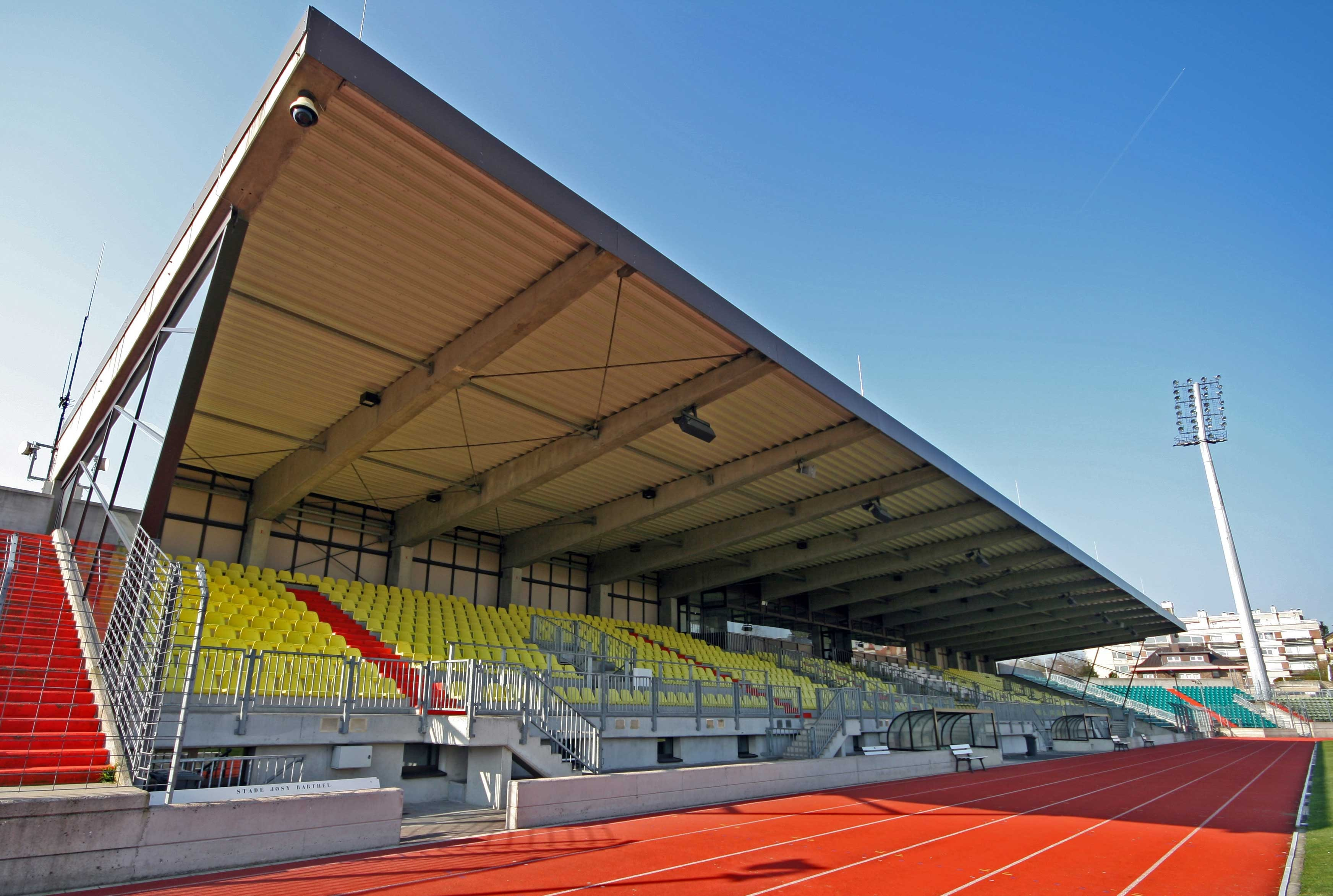
Die Haupttribüne des Stadions

Das Josy-Barthel-Stadion (französisch Stade Josy Barthel, früher Städtisches Stadion) in der Stadt Luxemburg im Großherzogtums Luxemburg ist ein Fußballstadion mit Leichtathletikanlage. Es war bis 2021 Austragungsort der Heimspiele der luxemburgischen Fußballnationalmannschaft, der luxemburgischen Rugby-Union-Nationalmannschaft sowie, mangels eigener UEFA-konformer Spielstätten im Großherzogtum Luxemburg, der Europapokalspiele luxemburgischer Vereine.

## Geschichte
Das ehemalige Nationalstadion gehört der Stadt Luxemburg. Es wurde 1931 eröffnet und von 1989 bis 1990 vollkommen renoviert. Heute bietet die Sportstätte den Zuschauern 8125 Plätze, von denen nur die Plätze auf der Haupttribüne überdacht sind. Neben dem Fußballfeld aus Naturrasen besitzt es eine sechsspurige Leichtathletikanlage. Es liegt im Westen der Hauptstadt an der Arloner Straße, die hinter dem Hauptrang entlang führt. Hinter der Gegengerade liegt ein Trainingsplatz mit Flutlicht und eine Tennisanlage mit mehreren Plätzen. Die weitere umgebende Bebauung reicht so weit an das Stadion heran, dass abgesehen von den zahlenden Zuschauern auch viele Anwohner einen guten Blick auf das Spielfeld haben.
Die Anlage trägt seit Juli 1993 den Namen des im Juli 1992 verstorbenen luxemburgischen Leichtathleten und Politikers Joseph „Josy“ Barthel, des Olympiasiegers von 1952 im 1500-Meter-Lauf.

## Neues Nationalstadion
Im März 2013 wurde der Umbau des Stadions auf einem Kongress des Fußballverbandes FLF beschlossen. Im Januar 2014 wurden die Pläne für die Renovierung verworfen und der Bau eines neuen Nationalstadions bevorzugt. Nach der Fertigstellung des Stade National de Luxembourg wird das veraltete Josy-Barthel-Stadion abgerissen. Am 1. September 2021 fand im neuen Stade de Luxembourg mit einem Qualifikationsspiel zur Fußball-Weltmeisterschaft 2022 gegen Aserbaidschan die erste Partie statt.